# General Insurance Corporation of India
General Insurance Corporation of India (GIC Re) — перестраховочная компания Индии, создана в 1972 году, штаб-квартира в Мумбай. 85,78 % акций принадлежит правительству Индии, 8,42 % — Life Insurance Corporation of India. Кроме Индии работает в России, ЮАР, Малайзии, Бутане, Великобритании и Сингапуре.
В списке крупнейших публичных компаний мира Forbes Global 2000 за 2020 год компания заняла 1909-е место (1576-е по размеру выручки, 1720-е по чистой прибыли, 1434-е по активам).
В 1956 году все 245 работавшие на тот момент компании Индии по страхованию жизни были национализированы и объединены в Life Insurance Corporation of India (Корпорацию страхования жизни Индии). В 1971 году быди национализированы и все 107 имущественных страховщиков; они были сгруппированы в четыре государственные страховые компании (New India Assurance, United India Insurance, The Oriental Insurance и National Insurance Company). General Insurance Corporation of India были создана 22 ноября 1972 года как холдинговая компания для этих имущественных страховщиков, контролируя их работу от имени правительства Индии. С начала 1973 года она также стала выполнять роль перестраховщика. В 1978 году была создана дочерняя компания в Кении, а в 1988 году — международная страховая компания India International Insurance, зарегистрированная в Сингапуре. В 2001 году было открыто представительство в Лондоне, а в 2002 году — в Москве. В 2003 году четыре страховые компании были переведены в прямое подчинение правительству, а General Insurance Corporation стала только перстраховочной компанией. В 2009 году компания начала работу в Бразилии, в 2010 году — в Малайзии, в 2013 году — в Бутане.
В 2014 году была создана дочерняя компания GIC Re South Africa на основе купленного южноафриканского перестраховщика Saxum Re. Помимо ЮАР работает в большинстве стран Африки. В ноябре 2018 года была создана дочерняя компания в России ООО «GIC Перестрахование». Кроме России работает в странах Восточной Европы и Центральной Азии.
Выручка за финансовый год, закончившийся 31 марта 2020 года, составила 468 млрд рупий, из них 400 млрд пришлось на страховые премии, 47 млрд — на инвестиционный доход.
Около 30 % выручки приносят зарубежные операции; по видам перестрахования наибольшую долю в выручке имеют сельскохозяйственное (31 %), автострахование (22,7 %), страхование от пожаров (19,2 %), медицинское страхование (15,3 %).